# Religious Science

Religious Science Emblem

Religious Science, auch Science of Mind, wurde 1927 von Ernest Holmes (1887–1960) gegründet und ist eine überkonfessionelle, spirituell-philosophische Bewegung innerhalb der Neugeist-Bewegung.

## Geschichte
Die Ursprünge der Religious Science - Bewegung sind auf das Jahr 1927 zurückzuführen. Ein Jahr zuvor, 1926, veröffentlichte Ernest Holmes das für die Lehren der Bewegung grundlegende Buch The Science of Mind. Holmes gründete daraufhin das Institute for Religious Science und die School of Philosophy in Los Angeles und legte somit den Grundstein für die spätere Church of Religious Science.
Heute gibt es – vor allem in den USA – viele Schulungszentren und Gemeinden der Church of Religious Science, die zahlreiche kostenpflichtige Kurse anbieten. Alleine in Kalifornien sind es 95, in Europa sind die meisten Standpunkte in England zu verorten.

## Lehre
Die Religious Science - Bewegung vertritt eine panentheistische Weltanschauung, in der Alles und Jeder unmittelbarer sowohl Ausdruck als auch Teil einer göttlichen Intelligenz sind. Weil Gott also alles ist, was ist (und sich somit nicht nur „im Himmel“ oder in ihm zugeteilten Gottheiten wiederfindet), kann sich jeder Mensch diese göttliche Kraft in dem Maße zu eigen machen, in dem er sich selbst dessen Gegenwart bewusst macht.
Im Gegensatz zu anderen neugeistigen Untergruppierungen basiert Religious Science nach Ernest Holmes nicht auf irgendwelchen Glaubensgrundsätzen, sondern vielmehr auf dem „was ich erreichen kann“ des einzelnen Gläubigen.

### Glaubensbekenntnis
Das Credo der Religious Science, entnommen aus Ernest Holmes What I believe:
- Wir glauben an Gott, den lebendigen Allmächtigen Geist; einer, unzerstörbar, absolut und aus sich selbst existierend. Dieses eine offenbart sich in und durch alle Schöpfung, aber ist von ihr nicht aufgenommen. Das offenbarte Universum ist der Körper Gottes; es ist das logische und notwendige Produkt des unendlichen Selbst-Bewusstseins Gottes.
- Wir glauben an die Inkarnation des Geistes in Allem, und dass wir alle Inkarnationen des Einen Geistes sind.
- Wir glauben an die Ewigkeit, die Unsterblichkeit und das Fortbestehen der individuellen Seele, die für immer und ewig wächst.
- Wir glauben, dass das Königreich des Himmels in uns ist, und dass wir dieses Königreich zu dem Grad erfahren, zu dem wir uns dessen bewusst werden.
- Wir glauben, dass es das höchste Ziel des Lebens ist, die vollständige Loslösung jeglicher Zwietracht der Naturen zu erreichen, und dass dieses Ziel von jedem erreicht wird.
- Wir glauben an die Einheit allen Lebens, und daran, dass der höchste Gott und der innerste Gott ein und derselbe sind.
- Wir glauben, dass Gott persönlich ist zu jedem, der seine innewohnende Präsenz spürt.
- Wir glauben an die direkte Offenbarung der Wahrheit durch unsere intuitive und spirituelle Natur, und daran, dass jeder ein Offenbarer werden kann, der in engem Kontakt mit dem in ihm wohnenden Gott lebt.
- Wir glauben, dass der Universelle Geist, der Gott ist, durch einen Universellen Verstand handelt, der das Gesetz Gottes ist; und dass wir umgeben sind von seinem kreativen Geist, der von unseren Gedanken und Taten, die ihn betreffen, direkt beeinflusst wird.
- Wir glauben an die Heilung der Kranken durch die Kraft dieses Geistes.
- Wir glauben an die Kontrolle von Situationen durch die Kraft dieses Geistes.
- Wir glauben an die ewige Güte, die ewige liebende Gunst und das ewige Geschenk des Lebens für alle.
- Wir glauben an unsere eigene Seele, unseren eigenen Geist und unsere eigene Bestimmung; weil wir verstehen, dass unser Leben Gott selbst ist.

## Organisationen
Die größten Religious Science - Organisationen sind:
- Global Religious Science Ministries (GRSM)[5]
- United Centers for Spiritual Living (UCSL), früher United Church of Religious Science (UCRS)[6]
- International Centers for Spiritual Living (ICSL), früher Religious Science International (RSI)[7]
- Affiliated New Thought Network[8]

## Hauptvertreter
- Ernest Holmes
- Frederick Bailes
- Thomas Troward
- Emma Curtis Hopkins
- Louise Hay
- Joseph Murphy
- Michael Beckwith